# Pérola d'Oeste
Pérola d'Oeste est une municipalité brésilienne située dans l'État du Paraná.